# Adolf Galland

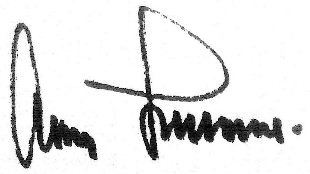
Adolf Gallands namnteckning.

Adolf Joseph Ferdinand "Dolfo" Galland, född 19 mars 1912 i Westerholt (numera en del av Herten), död 9 februari 1996 i Remagen-Oberwinter, var en tysk jaktpilot som utmärkte sig som ett framstående flygaress under andra världskriget. Han var blott 30 år gammal då han 1942 befordrades till den lägsta generalsgraden, generalmajor. Två år senare uppnådde han generallöjtnants grad. Den 5 december 1941 efterträdde han Werner Mölders som General der Jagdflieger en post han höll till 31 januari 1945 då han avsattes och sattes i husarrest som en följd av hans kritik av Hermann Görings ledarskap. I mars 1945 tilläts Galland att sätta upp ett jaktförband utrustat med Messerschmitt Me 262, Jagdverband 44 och återgå till att flyga stridsuppdrag.

## Utmärkelser
Adolf Gallands utmärkelser
- Riddarkorset av Järnkorset med eklöv, svärd och diamanter
  - Riddarkorset 29 juli 1940
  - Eklöv: 24 september 1940
  - Svärd: 21 juni 1941
  - Diamanter: 28 januari 1942
- Järnkorset av andra klassen: 15 september 1939
- Järnkorset av första klassen: 22 maj 1940
- Wehrmachts tjänsteutmärkelse av fjärde klassen
- Medalla de la Campaña
- Militärmedaljen
- Spanska korset i guld med diamanter: 7 juni 1939
- Omnämnd i Wehrmachtbericht: 16 augusti 1940, 25 september 1940, 2 november 1940, 18 april 1941, 22 juni 1941, 30 oktober 1941 och 15 februari 1942
- Frontflygarspännet i guld med tilläggsspännet "400"
- Pilot- och observatörsmärket i guld med diamanter
- Såradmärket i svart